# Turchia ai XXI Giochi olimpici invernali
La Turchia ha partecipato ai XXI Giochi olimpici invernali, che si sono svolti a Vancouver in Canada dal 12 al 28 febbraio 2010, con una delegazione di 5 atleti.

## Pattinaggio di figura
| Gara                  | Atleta          | Breve | Breve | Libero | Libero | Totale | Totale |
| Gara                  | Atleta          | Punti | Pos.  | Punti  | Pos.   | Punti  | Pos.   |
| --------------------- | --------------- | ----- | ----- | ------ | ------ | ------ | ------ |
| Individuale femminile | Tugba Karademir | 50,74 | 21    | 78,80  | 24     | 129,54 | 24     |

## Sci alpino
| Gara    | Atleta           | 1° manche  | 2° manche | Tempo totale | Posizione |
| ------- | ---------------- | ---------- | --------- | ------------ | --------- |
| Slalom  | Erdink Turksever | non finito |           |              |           |
| Gigante | Erdink Turksever | non finito |           |              |           |

| Gara    | Atleta         | 1° manche  | 2° manche | Tempo totale | Posizione |
| ------- | -------------- | ---------- | --------- | ------------ | --------- |
| Slalom  | Tugba Dasdemir | non finito |           |              |           |
| Gigante | Tugba Dasdemir | 1'28"37    | 1'25"10   | 2'53"47      | 56        |

## Sci di fondo
| Gara                   | Atleta            | Tempo d'arrivo | Posizione |
| ---------------------- | ----------------- | -------------- | --------- |
| 15 km a tecnica libera | Sebahattin Oğlago | 77             | 39"03"0   |

| Gara                   | Atleta           | Tempo d'arrivo | Posizione |
| ---------------------- | ---------------- | -------------- | --------- |
| 10 km a tecnica libera | Kelime Cetinkaya | 30'48"0        | 69        |
| 15 km inseguimento     | Kelime Cetinkaya | 48'46"0        | 61        |

| Gara        | Atleta           | Qualificazioni | Qualificazioni | Quarti di finale | Quarti di finale | Semifinali | Semifinali | Finale | Finale    |
| Gara        | Atleta           | Tempo          | Pos.           | Tempo            | Pos.             | Tempo      | Pos.       | Tempo  | Posizione |
| ----------- | ---------------- | -------------- | -------------- | ---------------- | ---------------- | ---------- | ---------- | ------ | --------- |
| Individuale | Kelime Cetinkaya | 4'22"32        | 53             |                  |                  |            |            |        |           |